# Toronto

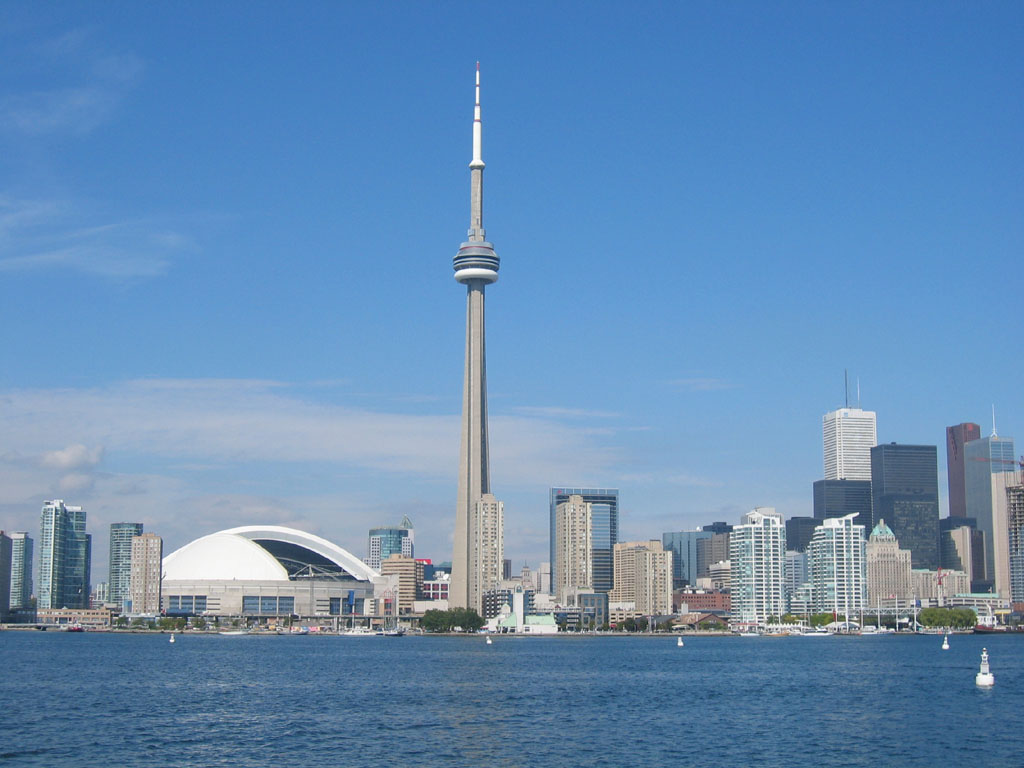
Wieżowce Toronto wraz z wieżą CN

Centrum Toronto nocą

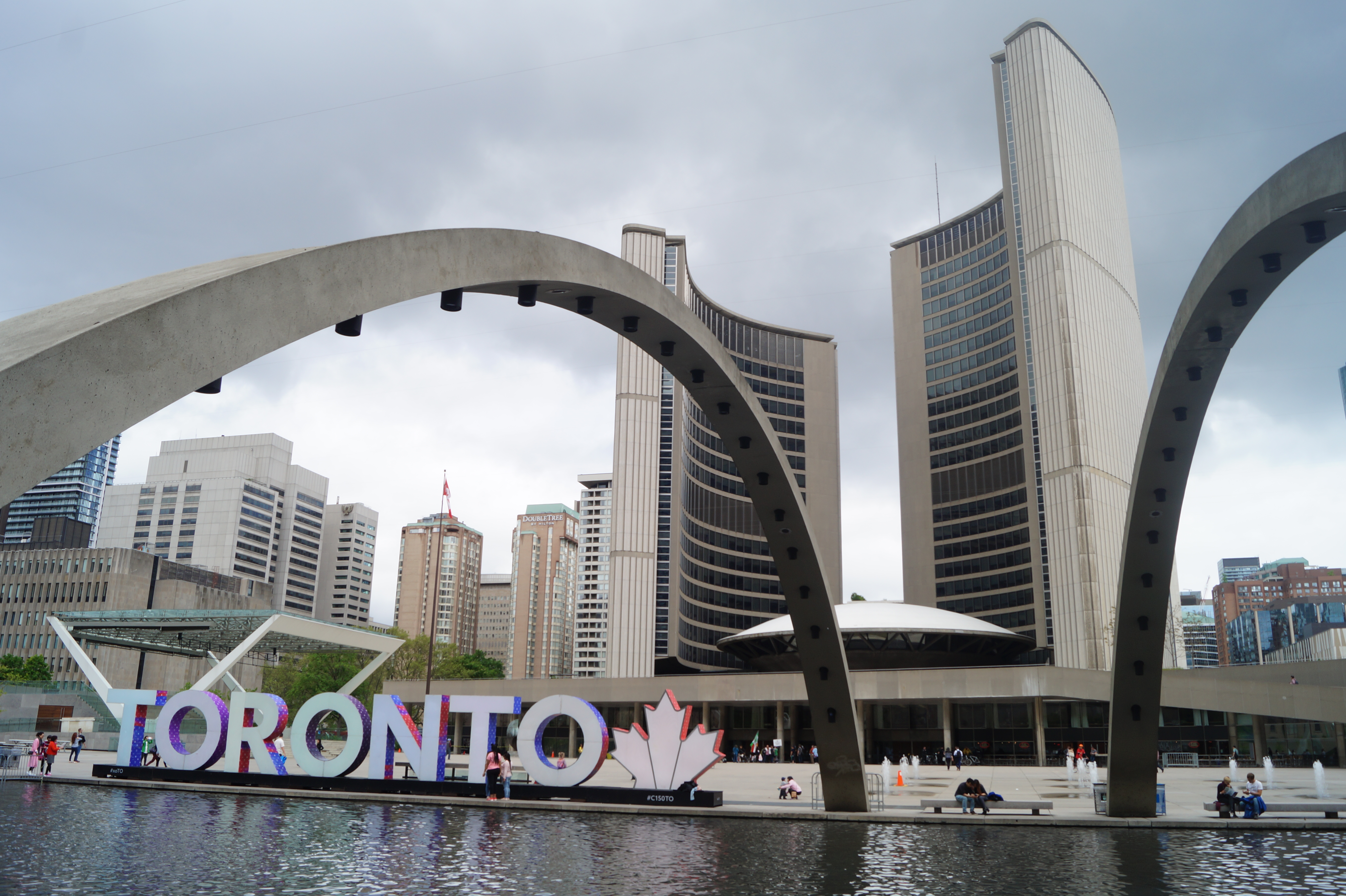
Nathan Phillips Square

Toronto – największe miasto w Kanadzie i stolica prowincji Ontario. Położone w południowej części Ontario, na północno-zachodnim brzegu jeziora Ontario. Miasto pełni funkcję ekonomicznej i kulturalnej stolicy Kanady. W samym Toronto mieszka 2 794 356 osób (2021), a w aglomeracji miejskiej Toronto (Greater Toronto Area – GTA) 6 202 225 ludzi (2021).
Toronto jest najbardziej wieloetnicznym miastem świata, zamieszkanym przez ponad 150 grup etnicznych, w 2001 roku miasto otrzymało nadany przez ONZ tytuł: World’s Most Multicultural City.
Język angielski jest językiem ojczystym dla ok. 52% mieszkańców Toronto. Ponad 50% obecnych mieszkańców Toronto jest imigrantami, co daje miastu drugie miejsce na świecie co do ich liczby, po Miami w USA. Polonia w zespole miejskim Toronto, według badań Kanadyjskiego Urzędu Statystycznego, liczy 266 700 osób (2011). Nieoficjalnie ocenia się, że ta liczba jest ponad dwukrotnie większa. Według oficjalnych statystyk 79 875 mieszkańców Toronto mówi po polsku.

## Historia
Nazwa Toronto pochodzi z języka Indian plemienia Huron. Jedno z prawdopodobnych znaczeń to miejsce spotkań. Przez teren przyszłego miasta prowadził indiański szlak między jeziorami Ontario i Huron. Pierwszym Europejczykiem, który przeszedł tym szlakiem w 1615, był Étienne Brûlé. Po założeniu francuskich kolonii w Kanadzie szlak odgrywał ważną rolę w handlu futrami. Na początku tego szlaku francuscy handlarze założyli małą faktorię (1720–1730), a później ufortyfikowany Fort Rouillé (1750–1751). Fort ten został spalony przez Francuzów w 1759, gdy wycofywali się pod naporem Brytyjczyków w wojnie siedmioletniej. Pozostałości fortu zostały odnalezione na dzisiejszych terenach wystawowych (ang. Exhibition Grounds) w centrum Toronto.
Przez kilka dziesięcioleci od podboju Kanady przez Brytyjczyków w 1760 okolice Toronto były nadal zamieszkiwane tylko przez Indian i nielicznych europejskich handlarzy. Dopiero po rewolucji amerykańskiej na północ zaczęli napływać Lojaliści – Amerykanie uchodzący ze Stanów Zjednoczonych, a chcący pozostać poddanymi korony brytyjskiej. Ich napływ do Kanady doprowadził do założenia prowincji Górna Kanada w 1791. Niedługo później brytyjski gubernator prowincji John Simcoe postanowił stworzyć w Toronto stolicę prowincji. W 1793 rozkazał wytyczyć miasto, które nazwał York, lokując je niedaleko dogodnego naturalnego portu na jeziorze. Niedługo później miasto przejęło funkcję stolicy od miasta Newark, dzisiejszego Niagara-on-the-Lake. W 1796 wytyczono ulicę Yonge, dziś główną ulicę miasta (i najdłuższą ulicę świata, kończącą się na północy Ontario). Simcoe nazwał ulicę imieniem ówczesnego sekretarza wojny – sir George Yonge’a. W 1812 York liczył tylko 700 mieszkańców, ale pełnił rolę centrum rządowego.
W czasie wojny brytyjsko-amerykańskiej, w 1813, miasto było dwukrotnie splądrowane przez wojska amerykańskie. Po wojnie duży napływ brytyjskich imigrantów do Górnej Kanady spowodował gwałtowny wzrost ludności prowincji i jej stolicy. W 1834 miasto, liczące wtedy 9000 mieszkańców, otrzymało prawa miejskie pod nazwą Toronto. Pierwszym burmistrzem został William Lyon Mackenzie. W 1827 rozpoczął działalność King’s College, który w 1850 został przekształcony w University of Toronto.
Od tego czasu miasto notowało nieustanny gwałtowny wzrost. Port w Toronto przyjmował wiele parostatków. Budowa linii kolejowych dała miastu połączenie z Montrealem, Nowym Jorkiem, Detroit i Chicago. Miasto stawało się finansowym i handlowym centrum prowincji, którym jest nieprzerwanie do dzisiaj.
W 1867 po założeniu Konfederacji Kanady, Toronto stało się stolicą nowej prowincji Ontario. Miasto, mające 30 tys. mieszkańców w 1851, do 1891 rozrosło się pięciokrotnie. Budowa zakładów przemysłowych prowadziła do rosnącej industrializacji miasta. Na początku XX wieku budowa elektrowni wodnych w Niagara Falls dała miastu dogodne i tanie źródło elektryczności. W 1914 Toronto było, po Montrealu, drugim pod względem znaczenia miastem Kanady.
We wczesnych latach 20. XX wieku miasto pojawiło się na światowej scenie naukowej, gdy Frederick Banting, Charles Best, James Collip i John Macleod, pracujący na Uniwersytecie Toronto, odkryli insulinę. We współpracy z firmą farmaceutyczną Lily w piorunującym tempie opracowali metodę masowej produkcji insuliny i udostępnili ją milionom ludzi chorujących na cukrzycę, dotychczas skazanym na powolną śmierć. Za odkrycie Banting i Macleod w 1923 otrzymali nagrodę Nobla z zakresu medycyny.
Lata II wojny światowej przyniosły rozwój przemysłu elektronicznego i lotniczego. W 1951 r. liczba ludności miasta przekroczyła milion.
W 1953 stworzono nowy zarząd obszaru metropolitalnego, Metropolitan Toronto Authority. W 1949 rozpoczęto budowę metra. W 1967 przeprowadzono reorganizację samorządu miasta, tworząc strukturę składającą się z City of Toronto i pięciu podmiejskich borough, z których wszystkie, z wyjątkiem East York, stały się miastami przed 1991 rokiem. Wszystkie te części zostały z kolei połączone w jedno megacity w 1998 r.
W latach 60. Toronto powoli przejęło od Montrealu rolę centrum finansowego i komercyjnego Kanady. Dalszy rozwój ekonomiczny miasta Toronto był związany z ukończeniem w 1959 Drogi Wodnej Świętego Wawrzyńca łączącej Toronto i Wielkie Jeziora z Oceanem Atlantyckim. Kolejnym plusem dla Toronto było zwycięstwo w wyborach prowincjonalnych w Quebecu separatystycznej Parti Québécois. PQ wprowadziła całą gamę praw mających zachęcić do używania języka francuskiego, które nie były korzystne dla rozwoju Montrealu i jego statusu ekonomicznego. Pod koniec lat 70. i w latach 80. wiele firm i wielkich korporacji przeniosło swoje siedziby z Montrealu do Toronto, co pozwoliło na dalszy rozwój miasta.

## Toronto dzisiaj

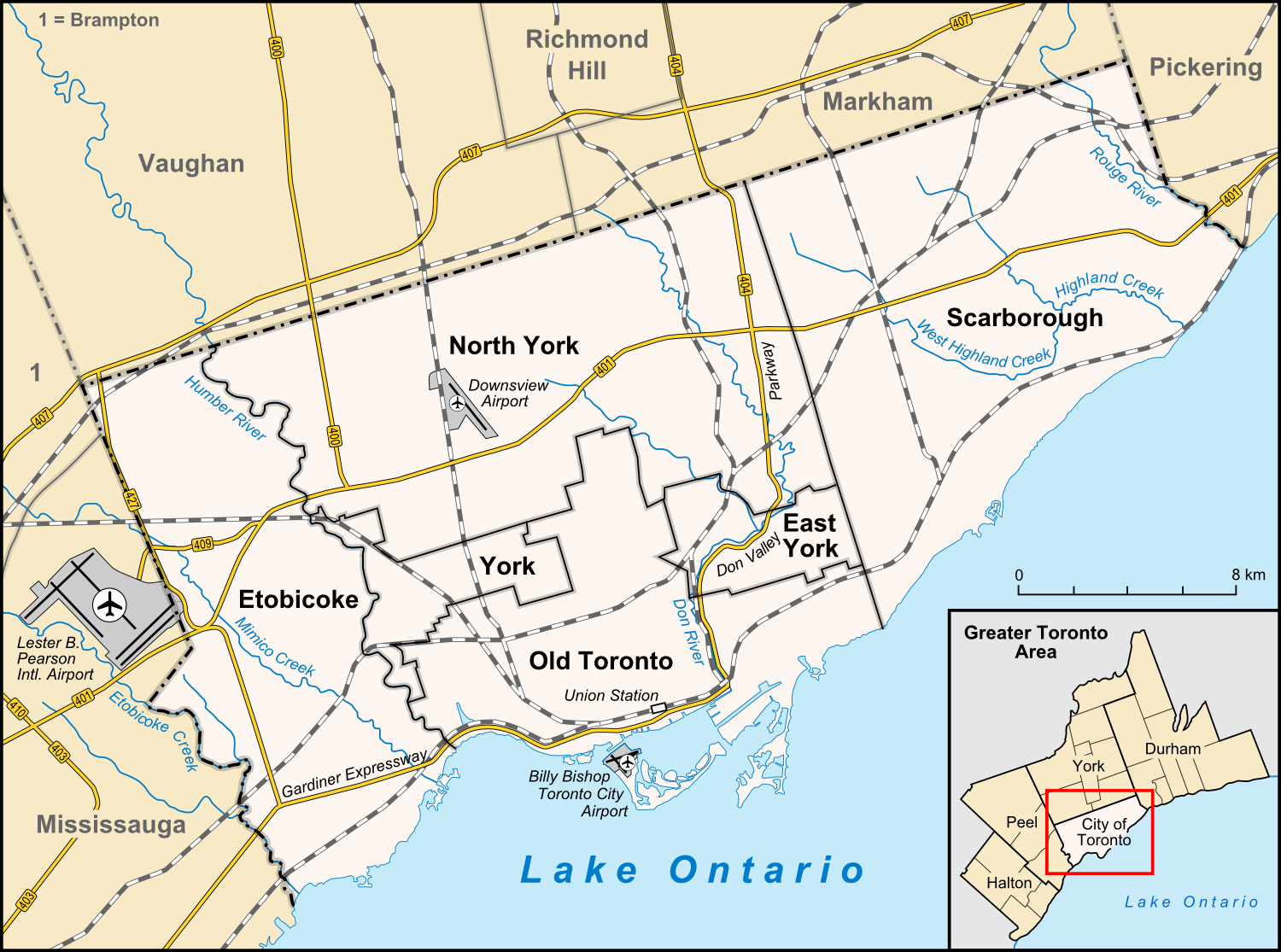
Granice miasta po reformie w 1998

W 1998 kolejna reforma połączyła miasto Toronto z pięcioma przedmieściami: East York, Etobicoke, North York, Scarborough i York. Wszystkie te części zostały połączone w tak zwane megacity.
W 2002 Toronto gościło Światowy Dzień Młodzieży i było miejscem pielgrzymki Jana Pawła II. Lokalny Związek Zawodowy Pracowników Publicznych (CUPE) zdecydował się na strajk parę tygodni przed wizytą papieża. Na skutek tego biblioteki, żłobki, przedszkola, opieka nad zielenią miejską, wywózka śmieci itp. nie działały. Progresywno-konserwatywny rząd Ontario musiał stworzyć ustawę o powrocie do pracy Związku Zawodowego Pracowników Publicznych. W ten sposób miasto przygotowało się do wizyty papieża. Partia Progresywno-konserwatywna przegrała wybory prowincjalne w Ontario parę miesięcy później, a żaden jej deputowany nie został wybrany w Toronto.
W 2003 miasto było jednym ze światowych epicentrów (i największym poza Azją południowo-wschodnią) wirusa SARS, który spowodował śmierć ponad 30 osób w mieście. Zła sława przyczyniła się do spadku liczby turystów odwiedzających miasto. Kiedy władzom medycznym Toronto udało się opanować epidemię, zorganizowano wielki koncert „SARS Benefit Concert”, który był drugim co do skali koncertem na świecie, po festiwalu Woodstock 1969. Udział w nim wzięli tacy artyści, jak The Rolling Stones, AC/DC, Rush, The Guess Who, Justin Timberlake. W 2003 roku Toronto było ofiarą północnoamerykańskiego „Blackoutu”, kiedy w mieście wyłączono energię elektryczną. W listopadzie 2003 nowym merem Toronto został David Miller. W 2004 nowemu merowi po raz pierwszy od wielu lat udało się zrównoważyć miejski budżet.
Dziś Toronto jest najważniejszym kanadyjskim miastem, najważniejszą metropolią kraju i jego ekonomiczną stolicą. W ciągu ostatnich pięciu lat liczba mieszkańców Toronto zwiększyła się o ponad 95 tysięcy.

## Demografia
Liczba mieszkańców Toronto wynosi 2 615 060. Język angielski jest językiem ojczystym dla 52,6%, kantoński dla 3,4%, włoski dla 2,9%, hiszpański dla 2,8%, tagalog dla 2,8%, tamilski dla 2,5%, mandaryński dla 2,4%, portugalski dla 2,3%, perski dla 1,7%, urdu dla 1,5%, rosyjski dla 1,5%, francuski dla 1,3%, koreański dla 1,2%, grecki dla 1,2%, gudźarati dla 1,1%, polski dla 1,1%, arabski dla 1,0% mieszkańców (2006).

## Transport

### Transport lotniczy

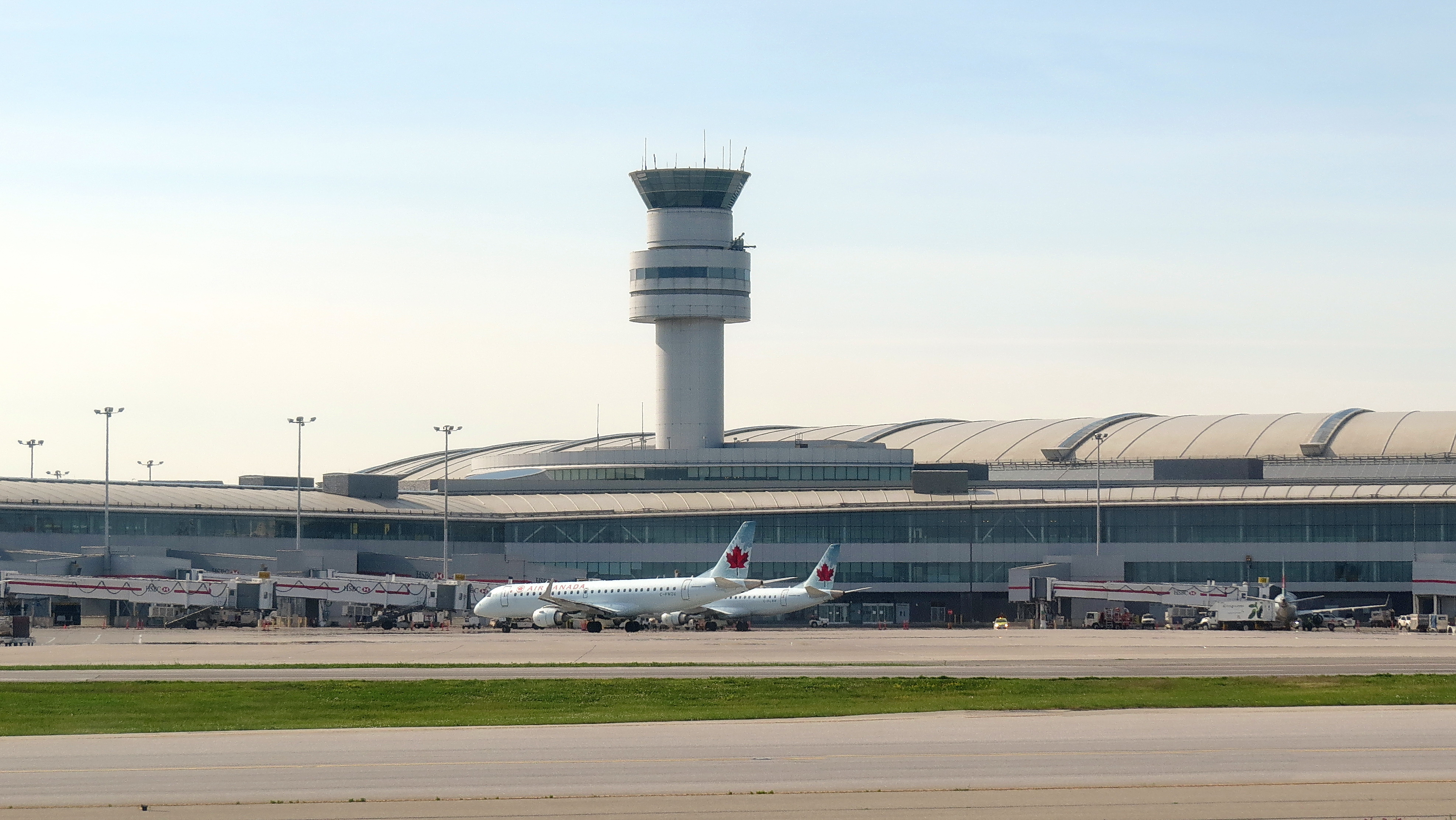
Port lotniczy Toronto-Lester B. Pearson

Głównym lotniskiem jest Port lotniczy Toronto-Lester B. Pearson. Dużo mniejszy Toronto City Centre Airport leży na wyspie nieopodal centrum miasta.

### Transport kolejowy
Połączenia międzymiastowe obsługiwane są przez VIA Rail, połączenia podmiejskie przez GO Transit.

## Atrakcje miasta

### Najważniejsze atrakcje
- Scotiabank Arena – arena hokejowa otwarta w 1999, w której odbywają się też koncerty.
- Wieża CN (CN Tower) – betonowa wieża transmisyjna o wysokości 553 metrów (1815 stóp), będąca drugą pod względem wielkości strukturą samostojącą na świecie i najważniejszą atrakcją miasta.
- Rogers Centre – pierwsza na świecie arena sportowa z całkowicie składającym się dachem.
- Exhibition Place – teren wystawowy, na którym corocznie odbywa się tradycyjna Canadian National Exhibition(inne języki), oraz gdzie znajduje się tzw. Wind Turbine.
- Nathan Phillips Square zlokalizowany przed ratuszem miejskim.
- Dundas Square.
- Queen’s Park, siedziba rządu prowincji Ontario, znajdująca się paręnaście metrów od największego kanadyjskiego uniwersytetu – University of Toronto.
- Bay Street – ponad 25 wieżowców, w których mieszczą się siedziby wielkich korporacji oraz domy towarowe.
- Wyspy Torontońskie (The Toronto Islands) o łącznej powierzchni 2,3 km² (568 akrów). Istnieje połączenie promowe między wyspami a nabrzeżem. Na Toronto Islands są plaże (w tym naturystów), park zabaw „Centre-Ville” i największa w Ameryce Północnej dzielnica deptaków.

### Najważniejsze coroczne imprezy
- Międzynarodowy festiwal filmów w Toronto (Toronto International Film Festival) uważany wraz z Cannes, Wenecją i Berlinem za jeden z najważniejszych na świecie.
- Caribana – dwutygodniowy Festiwal Kultury Karaibskiej, pochód karnawałowy.
- Gay Pride Week – największy na świecie festiwal mniejszości seksualnych, corocznie przyciągający ponad milion uczestników i widzów – w tym turystów i mieszkańców, którzy nie uważają się za gejów.
- Narodowa Wystawa Kanadyjska (The Canadian National Exhibition).
- The Taste of the Danforth – coroczny festiwal kultury i kuchni greckiej.
- Parada Świętego Mikołaja (The Santa Claus Parade) – uczestniczy w nim corocznie od 1905 roku ponad 1500 uczestników oraz blisko milion małych widzów, retransmitowana w TV.

### Inne atrakcje

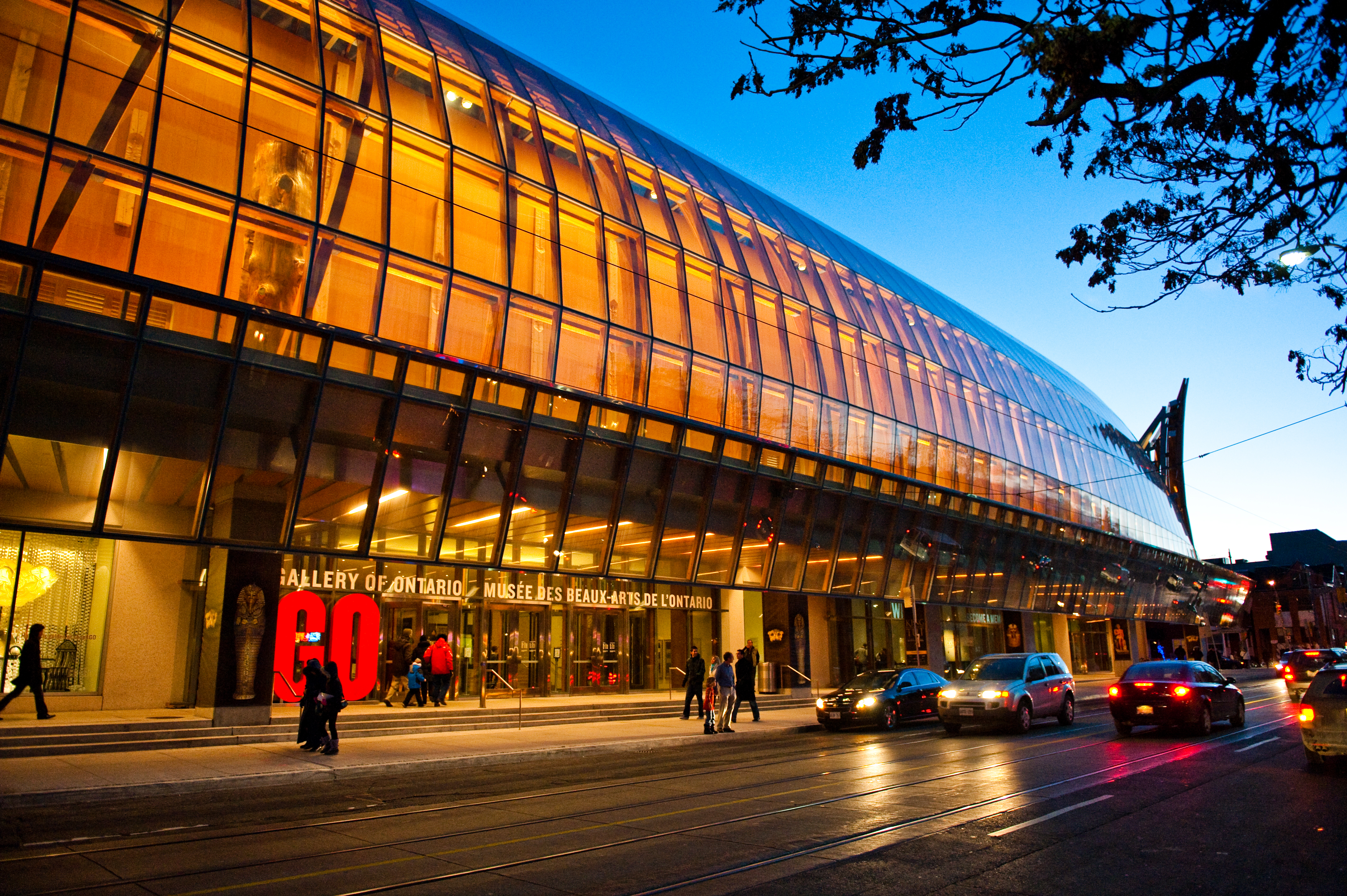
Galeria Sztuki Ontario

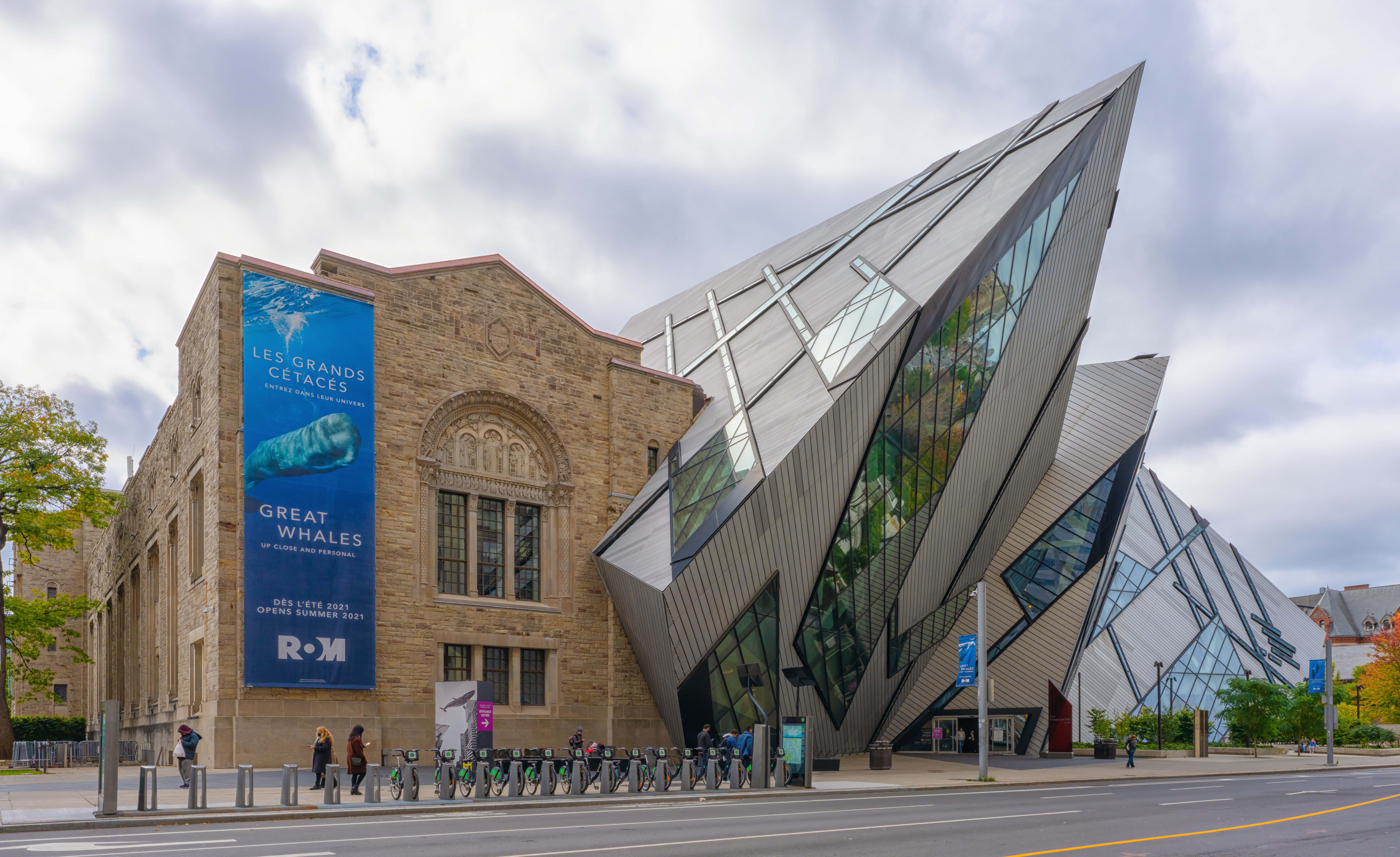
Królewskie Muzeum Ontario

- The Ontario Science Centre(inne języki) (OSC) – Centrum Nauki Ontario
- The Royal Ontario Museum (ROM) – Królewskie Muzeum Ontario
- Toronto Zoo(inne języki)
- Casa Loma
- Art Gallery Of Ontario (AGO) – Galeria Sztuki Ontario
- Sharp Centre for Design
- Fort York(inne języki)
- Kensington Market
- Yorkville
- The Ontario Place (jeden z największych na świecie parków wodnych)
- Budynek CHUM-City – Studio Radiowo Telewizyjne
- pomnik ofiar Katynia przy ulicy Roncesvalles – pierwszy na świecie (odsłonięty w 1980 r.)

## Kultura i sztuka

### Teatr
Toronto jest trzecim pod względem wielkości ośrodkiem teatru angielskojęzycznego na świecie – plasuje się zaraz za Londynem i Nowym Jorkiem, zarówno pod względem ilości wystawianych przedstawień (ponad 10.000), jak i liczby kompanii teatralnych (ponad 200). Wiele ze sztuk wystawianych i produkowanych tutaj trafia na Broadway czy West End.
W Toronto jest ponad 30 teatrów, z czego duża część w tak zwanym The Theatre District. Znajduje się tam wiele zespołów wystawiających własne inscenizacje, np. Soulpepper, The Canadian Stage czy Tarragon. Poza tym grane są tam prawie wszystkie teatralne hity z Broadwayu. Wiele sztuk z Toronto odniosło sukces na Broadwayu, np. „Show Boat” i „Ragtime”.

### Muzyka
W Toronto funkcjonuje orkiestra symfoniczna TSO, występująca w prestiżowym Roy Thomson Hall. Toronto jest też siedzibą orkiestry i chóru Tafelmusik specjalizujących się w odtwarzaniu muzyki barokowej na autentycznych instrumentach z tamtej epoki. W mieście działa teatr operowy Canadian Opera Company. Oprócz sztandarowych instytucji muzyki poważnej w Toronto funkcjonują dziesiątki innych zespołów, jak choćby Toronto Mendelssohn Choir. Codziennie odbywają się koncerty, w tym wiele gratis, o których informacje publikuje bezpłatne czasopismo The Wholenote Magazine.
Koncerty i recitale muzyki popularnej odbywają się najczęściej w Air Canada Centre oraz innych halach. Latem nad jeziorem ożywa Harbourfront Centre, na scenie pod namiotem występuje wielu artystów. O muzyce popularnej informują lokalne media: czasopisma The Spill Magazine, Toronto Hip Hop oraz Radio Technologix.
W Toronto odbywa się wiele festiwali, na których goszczą międzynarodowi goście. Do najpopularniejszych należą North by Northeast Music Festival, Toronto Downtown Jazz Festival, Rhythms of the World, Summer Music in the Park oraz wiele innych, często o charakterze wielonarodowościowym.

### Muzea
Oprócz najbardziej znanych muzeów, takich jak Royal Ontario Museum, Bata czy Art Gallery of Ontario, w Toronto znajduje się ponad 100 innych muzeów. Istnieje na przykład jedyne na świecie muzeum antykoncepcji (Museum of Contraception), są muzea telewizorów, cukru czy lalek. Większość muzeów zrzesza The Ontario Museum Association (www).

### Film
Toronto stara promować się na drugie po Hollywood miejsce związane z kinem w Ameryce. W Toronto powstał system kin IMAX, w mieście znajduje się największe gabarytowo studio na świecie, odbywa się także jeden z największych w Ameryce festiwali filmowych – Toronto International Film Festival.

## Dzielnice Toronto
Dzielnice Toronto (ang. neighbourhoods – sąsiedztwa) nie są jednoznaczne z dzielnicami w sensie podziału administracyjnego. Wiele nazw funkcjonuje tylko zwyczajowo, w odbiorze społecznym. Obszary miasta w potocznej mowie określa się najczęściej od najbardziej znaczącej ulicy lub skrzyżowania, lub w przypadku dzielnic imigrantów – od ich narodowości.
W Toronto istnieje wiele dzielnic będących skupiskami mniejszości narodowych. Przejawia się to zarówno w tradycyjnych restauracjach i sklepach, jak i lokalnych imprezach i festiwalach. Ponad połowę mieszkańców Toronto stanowią imigranci.

### Przedmieścia Toronto
Przedmieścia otaczające Toronto nazywa się czasami The 905 belt, czyli Pasem 905, od jednego z numerów kierunkowych używanych przez te miasta. Dla odróżnienia – numery z Toronto to 416, 437 i 647.
Z zachodu na wschód:
- Region Halton: Burlington, Halton Hills, Milton, Oakville
- Region Peel: Brampton, Caledon, Mississauga
- Region York: Aurora, East Gwillimbury, Georgina, King, Markham, Newmarket, Richmond Hill, Vaughan, Whitchurch-Stouffville
- Region Durham: Ajax, Brock, Clarington, Oshawa, Pickering, Scugog, Uxbridge, Whitby

## Edukacja
Na terenie Toronto znajdują się trzy kompleksy uniwersytetów:
- University of Toronto
- York University
- Ryerson University (politechnika)

Uniwersytet Toronto jest największym uniwersytetem w Kanadzie, studiuje na nim ponad 55 000 osób.
Innymi szkołami wyższymi są:
- Ontario College of Art & Design(inne języki)
- Centennial College(inne języki)
- George Brown College(inne języki)
- Humber College(inne języki)
- Seneca College(inne języki)

W granicach miasta Toronto znajduje się również wiele szkół prywatnych, takich jak Branksome Hall, Bishop Strachan School, Crescent School, Havergal College, St. Michael’s College School, St. Clement’s School, Royal St. George’s College oraz Upper Canada College.

## Polityka
Obecni  członkowie izby gmin z Toronto:
Carolyn Bennett, John Cannis, Olivia Chow, Roy Cullen, Ken Dryden, John Godfrey, Bill Graham, Michael Ignatieff, Jim Karygiannis, Jack Layton, Derek Lee, John McKay, Dan McTeague, Maria Minna, Peggy Nash, Jim Peterson, Yasmin Ratansi, Judy Sgro, Mario Silva, Alan Tonks, Joe Volpe, Tom Wappel, Borys Wrzesnewskyj.
Obecni  członkowie parlamentu Ontario z Toronto:
Lorenzo Berardinetti, Laurel Broten, Michael Bryant, Donna Cansfield, David Caplan, Mary Anne V. Chambers, Marilyn Churley, Mike Colle, Joseph Cordiano, Alvin Curling, Brad Duguid, Gerard Kennedy, Monte Kwinter, Rosario Marchese, Gerry Phillips, Michael D. Prue, Shafiq Qaadri, Tony Ruprecht, Mario Sergio, George Smitherman, Kathleen O. Wynne, David Zimmer.

## Problemy miasta

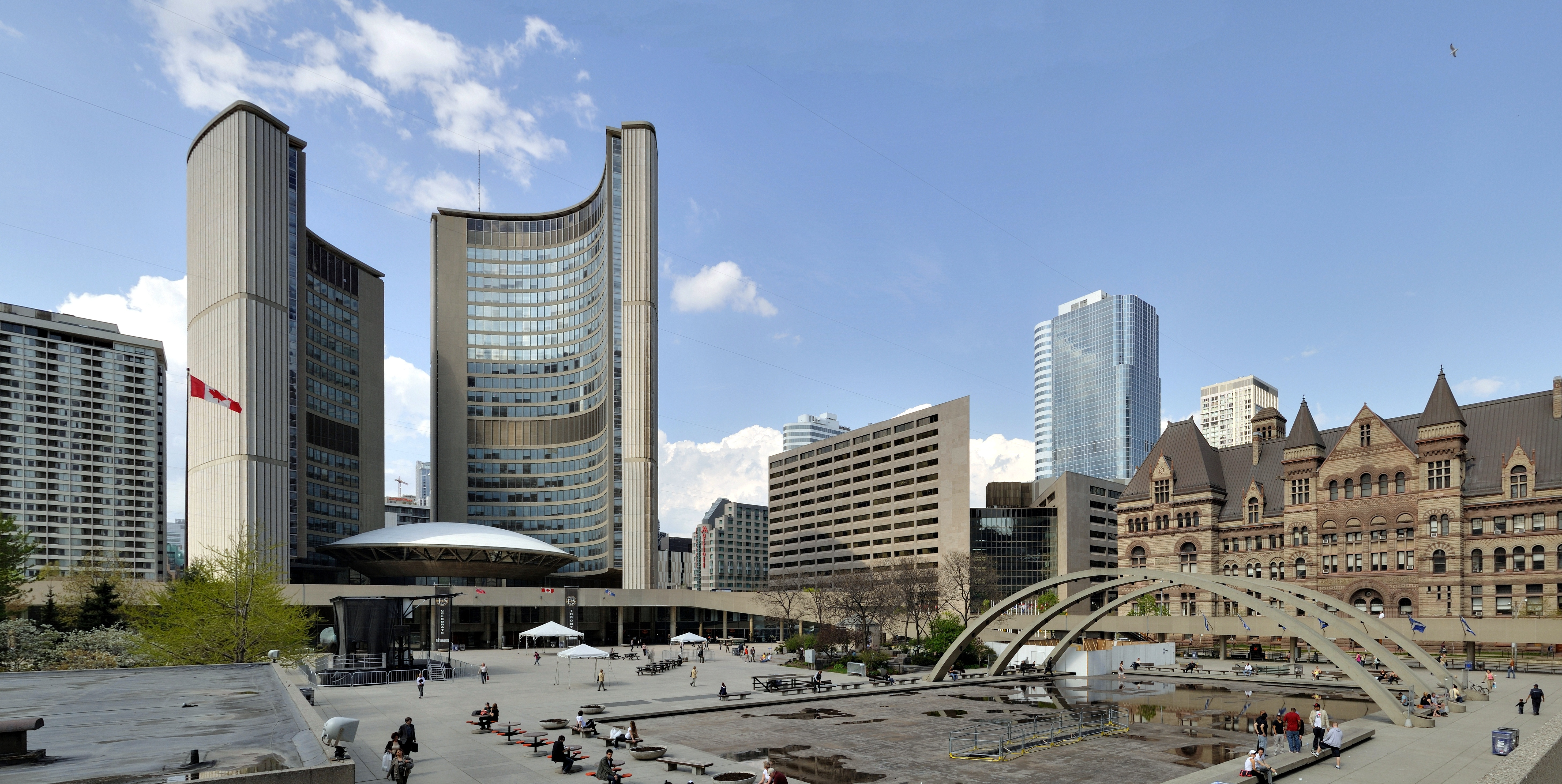
Nowy budynek magistratu i plac Nathan Phillips

Pomimo że liczba przestępstw w Toronto zmniejszyła się w ostatnim dziesięcioleciu, mieszkańcy zwracają szczególną uwagę na przestępstwa z użyciem broni i przestępstwa związane z różnymi gangami. Liczba morderstw w Toronto jest jednak względnie niska w porównaniu z miastami USA. Dla przykładu w 2003 dokonano w Toronto 65 morderstw, natomiast w Chicago, które ma podobną liczbę mieszkańców – 590. Co więcej, Toronto ma mniejszą liczbę przestępstw na jednego mieszkańca niż większość miast w Kanadzie. Prewencja wydaje się najskuteczniejszą bronią przeciw wzrostowi przestępczości. W obrębie miasta działa wiele funduszy i organizacji mających na celu zapobieganie przestępczości.
Jednym z problemów dzisiejszego Toronto są bezdomni. W ostatnim czasie władze miejskie zostały obciążone wieloma nowymi zadaniami, związanymi m.in. z pomocą społeczną. Postuluje się, że Toronto powinno znaleźć również nowe sposoby finansowania tych nowych zadań.

## ZieloneToronto
Według władz Toronto, jest to najbardziej zielona metropolia świata. Blisko 1/5 powierzchni miasta zajmują tereny zielone, co znacznie odbiega od przeciętnej tego kontynentu – 1/20 (5%). Na każdego mieszkańca przypada 10 drzew, a także statystycznie więcej pól golfowych niż w jakimkolwiek innym mieście. Rouge Valley Park to największy istniejący na świecie teren zielony w obrębie granic miasta – zajmuje powierzchnię około 5 tysięcy hektarów.

## Sport
Zawodowe kluby sportowe:
- Toronto Argonauts – klub futbolu amerykańskiego (liga CFL)
- Toronto Rock – klub lacrosse (liga NLL)
- Toronto Marlies – klub hokejowy (liga AHL)
- Toronto Maple Leafs – klub hokejowy (liga NHL)

- Toronto Raptors – klub koszykarski (liga NBA)

- Toronto FC – klub piłkarski (liga MLS)
- Toronto Blue Jays – klub baseballowy (liga MLB)

## Miasta partnerskie
Miasta partnerskie Toronto:
- Chicago, Stany Zjednoczone (1991)
- Chongqing, Chińska Republika Ludowa (1986)
- Frankfurt nad Menem, Niemcy (1989)
- Mediolan, Włochy (2003)

Miasta zaprzyjaźnione:
- Ho Chi Minh, Wietnam (2006)
- Kijów, Ukraina (1991)
- Quito, Ekwador (2006)
- Rio de Janeiro, Brazylia (2015)